# Frederik Veuchelen
Frederik Veuchelen (Korbeek-Lo, 4 de setembro de 1978) é um ex-ciclista profissional belga.
Estreia como profissional em 2004 com a equipa Vlaanderen-T-Interim.
Em 2009 alinhou pela equipa Vacansoleil onde esteve cinco anos até desaparecimento da equipa no final de 2013. Depois disto alinhou em 2014 pelo conjunto Wanty-Groupe Gobert. Ali permaneceu até que em outubro de 2017 anunciou sua retirada.

## Palmarés
- 2003
- Memorial Philippe Van Coningsloo

- 2006
- Através de Flandres

- 2010
  - 3.º no Campeonato da Bélgica em Estrada

## Resultados em Grandes Voltas
| Corrida | Corrida         | 2004 | 2005 | 2006 | 2007 | 2008 | 2009 | 2010 | 2011  | 2012 | 2013 | 2014 | 2015 | 2016 | 2017 |
| ------- | --------------- | ---- | ---- | ---- | ---- | ---- | ---- | ---- | ----- | ---- | ---- | ---- | ---- | ---- | ---- |
|         | Giro d'Italia   | —    | —    | —    | —    | —    | —    | —    | 106.º | —    | 83.º | —    | —    | —    | —    |
|         | Tour de France  | —    | —    | —    | —    | —    | —    | —    | —     | —    | —    | —    | —    | —    | —    |
|         | Volta a Espanha | —    | —    | —    | —    | —    | —    | —    | —     | —    | —    | —    | —    | —    | —    |

—: não participa
Ab.: abandono

## Equipas
- Vlaanderen-T-Interim/Chocolade Jacques/Topsport Vlaanderen (2004-2008)
  - Vlaanderen-T-Interim (2004)
  - Chocolade Jacques-T-Interim (2005)
  - Chocolade Jacques-Topsport Vlaanderen (2006-2007)
  - Topsport Vlaanderen (2008)
- Vacansoleil (2009-2013)
  - Vacansoleil (2009-2010)
  - Vacansoleil-DCM (2011-2013)
- Wanty-Groupe Gobert (2014-2017)